# Valls socken
Valls socken ingick i Gotlands södra härad, ingår sedan 1971 i Gotlands kommun och motsvarar från 2016 Valls distrikt.
Socknens areal är 19,93 kvadratkilometer allt land. År 2020 fanns här 271 invånare. Sockenkyrkan Valls kyrka ligger i socknen. 

## Administrativ historik
Valls socken har medeltida ursprung. Socknen tillhörde Stenkumla ting som i sin tur ingick i Hejde setting i Medeltredingen.
Vid kommunreformen 1862 övergick socknens ansvar för de kyrkliga frågorna till Valls församling och för de borgerliga frågorna bildades Valls landskommun. Landskommunen inkorporerades 1952 i Stenkumla landskommun och ingår sedan 1971 i Gotlands kommun. Församlingen uppgick 2006 i Vall, Hogrän och Atlingbo församling.
1 januari 2016 inrättades distriktet Vall, med samma omfattning som församlingen hade 1999/2000.  
Socknen har tillhört samma fögderier och domsagor som Gotlands södra härad. De indelta båtsmännen tillhörde Gotlands andra båtsmanskompani.

## Geografi
Valls socken ligger söder om Visby på västra Gotlands inland. Socknen består av uppodlad slättbygd omgiven av skogsbygd.

### Gårdsnamn
Bjärs, Bomarve, Bryungs, Hardings, Kulstäde, Kvie, Kysings, Levide, Linhatte, Medebys, Mickels, Västgården, Roleks, Rosarve, Skogs.

## Fornlämningar
Från järnåldern finns fem gravfält, vara ett stort i Hogrän, stensträngar och några sliprännestenar.

## Namnet
Namnet (1300-talet Wal) har troligen övertagits från prästgården. Namnet innehåller vall, 'slät, gräsbevuxen mark'.

## Befolkningsutveckling
| Befolkningsutvecklingen i Valls socken 1750–2020 | Befolkningsutvecklingen i Valls socken 1750–2020 | Befolkningsutvecklingen i Valls socken 1750–2020 | Befolkningsutvecklingen i Valls socken 1750–2020 | Befolkningsutvecklingen i Valls socken 1750–2020 |
| --- | ------------------------------------------------ | ------------------------------------------------ | ------------------------------------------------ | ------------------------------------------------ |
| |                                                  |                                                  |                                                  |                                                  |
| År |                                                  |                                                  | Folkmängd                                        |                                                  |
| 1750 | 1750                                             |                                                  | 184                                              |                                                  |
| 1760 | 1760                                             |                                                  | 199                                              |                                                  |
| 1769 | 1769                                             |                                                  | 202                                              |                                                  |
| 1780 | 1780                                             |                                                  | 227                                              |                                                  |
| 1790 | 1790                                             |                                                  | 219                                              |                                                  |
| 1800 | 1800                                             |                                                  | 207                                              |                                                  |
| 1810 | 1810                                             |                                                  | 212                                              |                                                  |
| 1820 | 1820                                             |                                                  | 219                                              |                                                  |
| 1830 | 1830                                             |                                                  | 242                                              |                                                  |
| 1840 | 1840                                             |                                                  | 288                                              |                                                  |
| 1850 | 1850                                             |                                                  | 297                                              |                                                  |
| 1860 | 1860                                             |                                                  | 306                                              |                                                  |
| 1870 | 1870                                             |                                                  | 343                                              |                                                  |
| 1880 | 1880                                             |                                                  | 337                                              |                                                  |
| 1890 | 1890                                             |                                                  | 290                                              |                                                  |
| 1900 | 1900                                             |                                                  | 302                                              |                                                  |
| 1910 | 1910                                             |                                                  | 309                                              |                                                  |
| 1920 | 1920                                             |                                                  | 330                                              |                                                  |
| 1930 | 1930                                             |                                                  | 327                                              |                                                  |
| 1940 | 1940                                             |                                                  | 296                                              |                                                  |
| 1950 | 1950                                             |                                                  | 292                                              |                                                  |
| 1960 | 1960                                             |                                                  | 264                                              |                                                  |
| 1970 | 1970                                             |                                                  | 221                                              |                                                  |
| 1980 | 1980                                             |                                                  | 242                                              |                                                  |
| 1990 | 1990                                             |                                                  | 269                                              |                                                  |
| 2000 | 2000                                             |                                                  | 267                                              |                                                  |
| 2010 | 2010                                             |                                                  | 266                                              |                                                  |
| 2020 | 2020                                             |                                                  | 271                                              |                                                  |
| Anm: Källor: Umeå universitet - Tabellverket 1749-1859, Demografiska databasen, CEDAR, Umeå universitet, Befolkningsutvecklingen i Gotlands socknar 2000 - 2010, Folkmängden per distrikt, landskap, landsdel eller riket efter kön. År 2015 - 2022. |                                                  |                                                  |                                                  |                                                  |

## Bilder

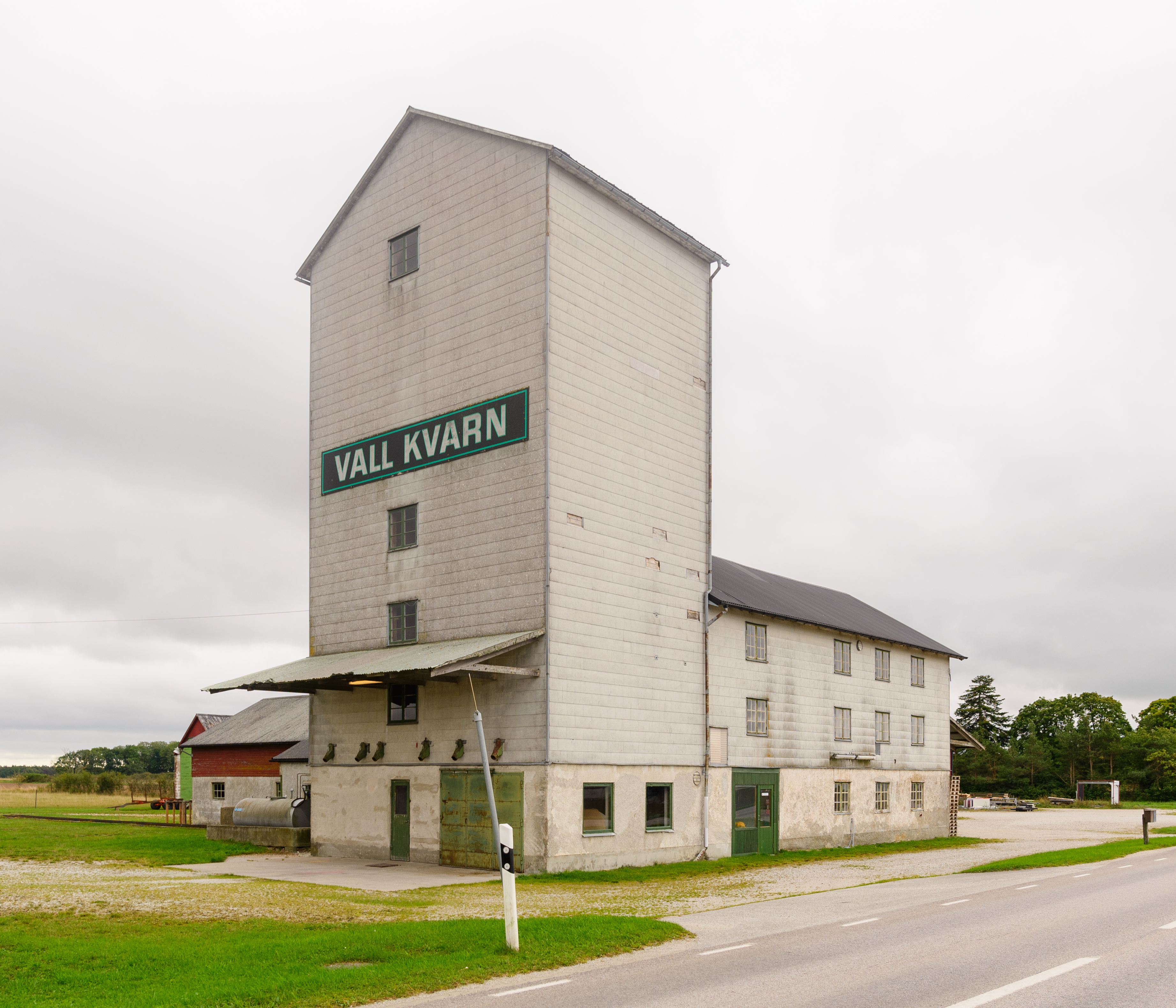
Vall kvarn.
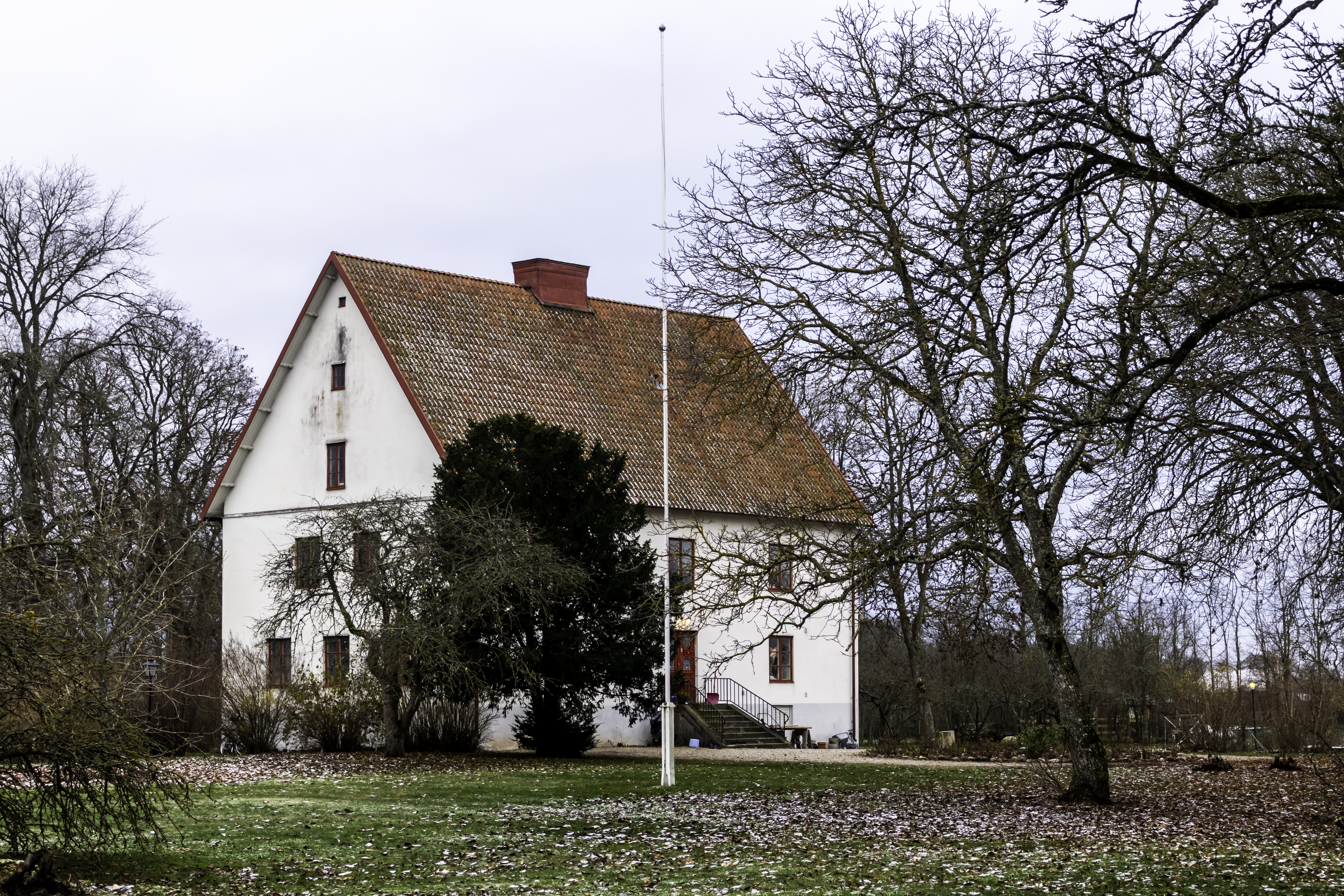
Byggnadsminnet Valls prästgård.
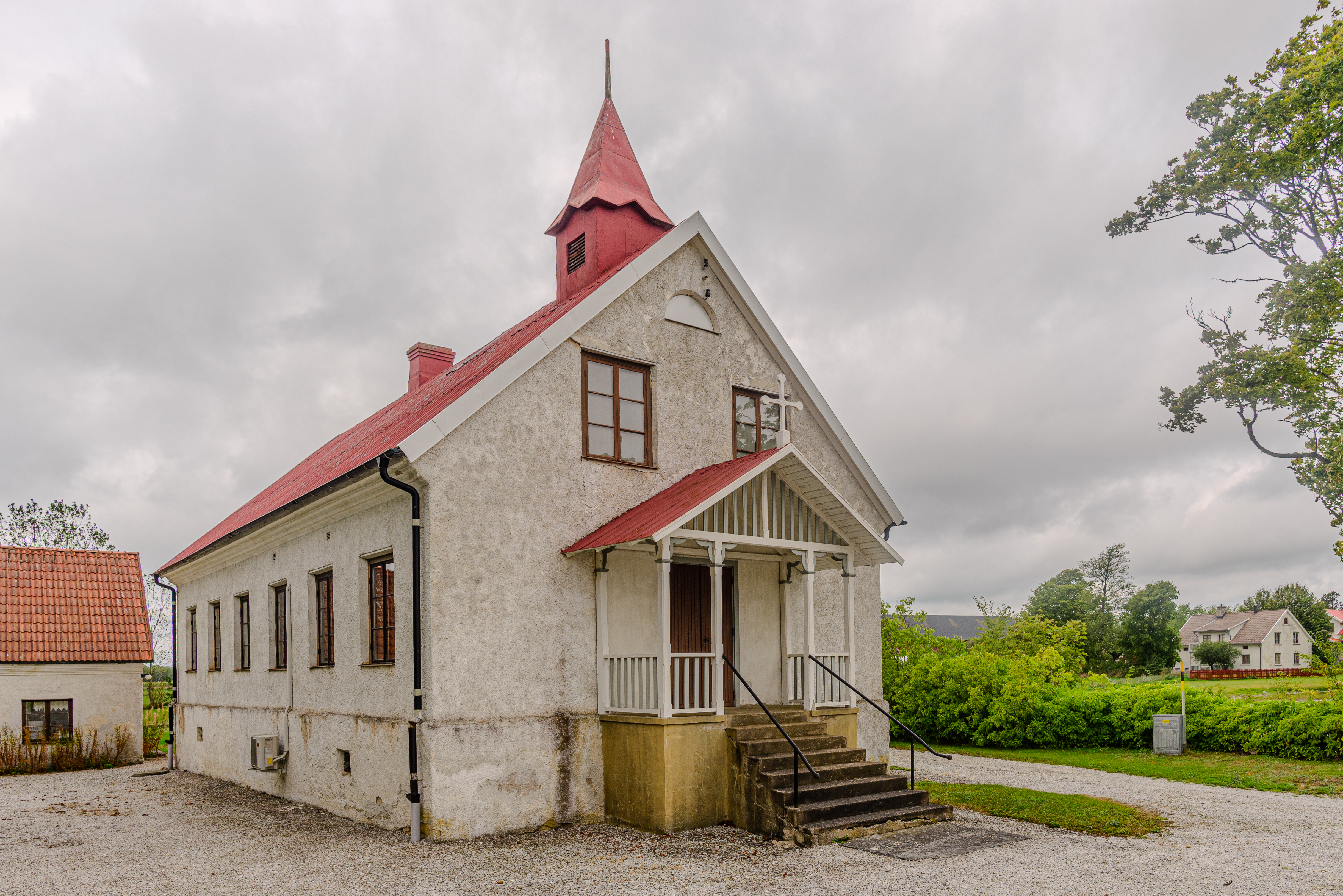
Tidigare kapell som tillhört Evangeliska Frikyrkan.

### Fotnoter
1. 1 2  Svensk Uppslagsbok andra upplagan 1947–1955: Vall socken
2. ↑  ”Folkmängden per distrikt, landskap, landsdel eller riket efter kön. År 2015 - 2022”. Statistikdatabasen. Statistiska centralbyrån. http://www.statistikdatabasen.scb.se/pxweb/sv/ssd/START__BE__BE0101__BE0101A/FolkmangdDistrikt/. Läst 23 april 2023.
3. ↑  Harlén, Hans; Harlén Eivy (2003). Sverige från A till Ö: geografisk-historisk uppslagsbok. Stockholm: Kommentus. Libris 9337075. ISBN 91-7345-139-8
4. ↑  ”Församlingar”. Statistiska centralbyrån. https://www.scb.se/hitta-statistik/regional-statistik-och-kartor/regionala-indelningar/forsamlingar/. Läst 30 december 2022.
5. ↑  Administrativ historik för Vall socken (Klicka på församlingsposten). Källa: Nationella arkivdatabasen, Riksarkivet.
6. ↑  Om Gotlands båtsmanskompani
7. 1 2  Sjögren, Otto (1931). Sverige geografisk beskrivning del 2 Östergötlands, Jönköpings, Kronobergs, Kalmar och Gotlands län. Stockholm: Wahlström & Widstrand. Libris 9939
8. 1 2 3  Nationalencyklopedin
9. ↑  Förteckning över slipskåror
10. ↑  Fornlämningar, Statens historiska museum: Valls socken
11. ↑  Fornminnesregistret, Riksantikvarieämbetet: Valls socken Fornminnen i socknen erhålls på kartan genom att skriva in sockennamn (utan "socken") i "Ange geografiskt område"
12. ↑  Mats Wahlberg, red (2003). Svenskt ortnamnslexikon. Uppsala: Institutet för språk och folkminnen. Libris 8998039. ISBN 91-7229-020-X. https://isof.diva-portal.org/smash/get/diva2:1175717/FULLTEXT02.pdf